# Diều ngón ngắn

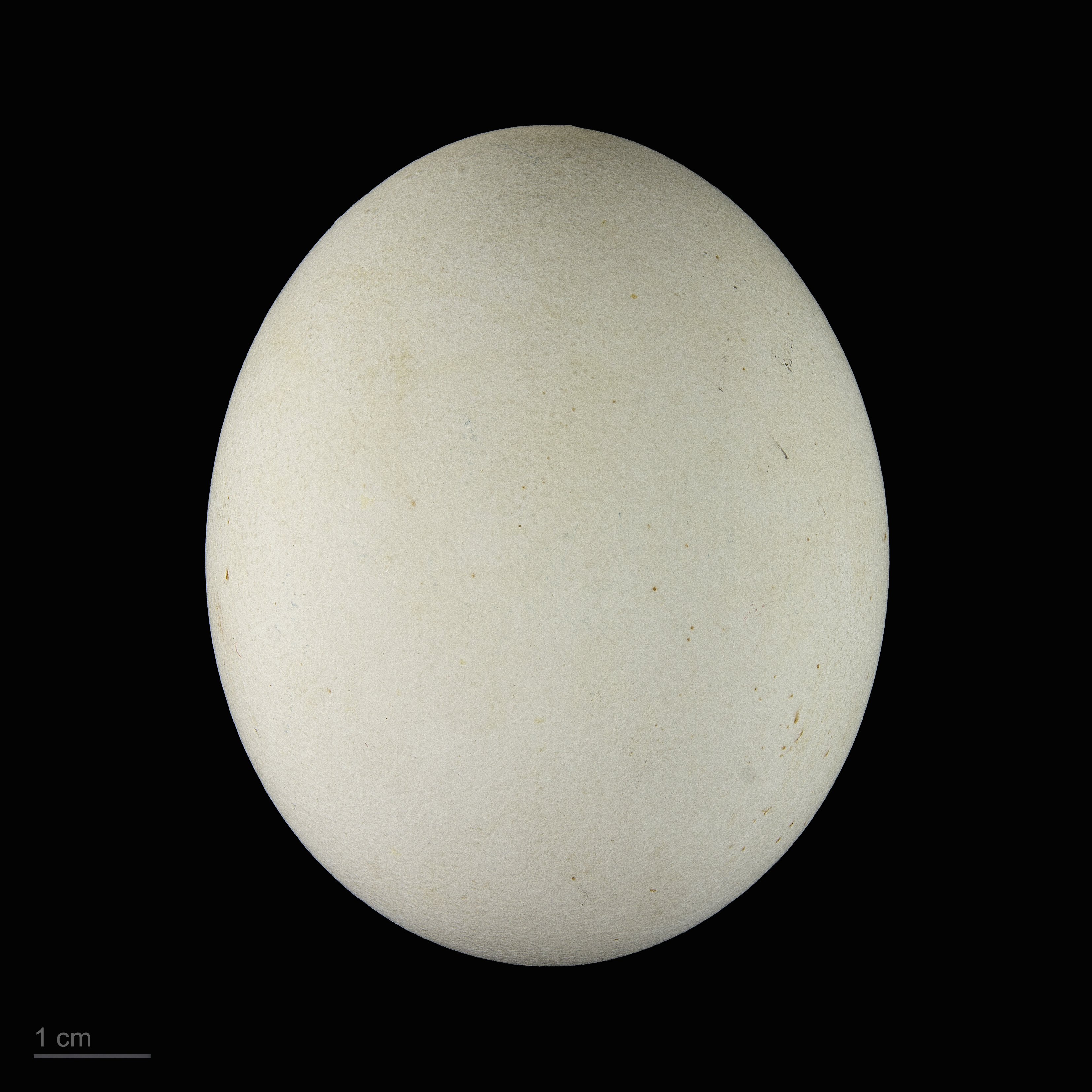
Circaetus gallicus

Circaetus gallicus là một loài chim săn mồi cỡ trung bình trong Họ Ưng. Đây là loài Cựu thế giới phân bố khắp lưu vực Địa Trung Hải vào Nga và Trung Đông và một số khu vực châu Á, chủ yếu ở tiểu lục địa Ấn Độ và cũng ở viễn đông các đảo Indonesia. Thức ăn của chúng chủ yếu là rắn, ngoài ra chúng cũng ăn thằn lằn.